# Dezső Gyarmati
Dans le nom hongrois Gyarmati Dezső, le nom de famille précède le prénom, mais cet article utilise l’ordre habituel en français Dezső Gyarmati, où le prénom précède le nom.
Dezső Gyarmati (né le 23 octobre 1927 à Miskolc, mort le 18 août 2013) est un joueur de water-polo hongrois. Il est considéré[Par qui ?] comme le meilleur joueur de water-polo de tous les temps. 

## Biographie
Il remporta cinq médailles olympiques, or en 1952, 1956 et 1964, argent en 1948 et bronze en 1960. Il fut également champion d'Europe en 1954 et 1960. L'un des points forts de Gyarmati était sa vitesse : il nageait le 100 mètres en 58,5 secondes.
Sa carrière de joueur achevée, il devint entraîneur et sélectionneur de l'équipe de Hongrie qui enleva un nouveau titre olympique en 1976. Il se tourna ensuite vers la politique et fut élu député.
Dezső Gyarmati est divorcé de la nageuse Éva Székely, avec lequel elle a eu une fille, la nageuse Andrea Gyarmati.